# Президент Перу
Президент Перу (ісп. Presidente del Perú) — голова держави в Перу, вища державна посада республіки. За Конституцією Перу, президент визначає внутрішню та зовнішню політики держави, а також є головнокомандувачем армії та поліції Перу.
Протягом всієї історії Перу значення президента у політичному житті країни постійно змінювалось, так само як і перелік його прав та обов'язків. Також протягом цього часу змінювався і титул правителя Перу. Але у західній історіографії зазвичай всіх глав республіканського Перу прийнято називати президентами.
Відповідно до конституції Перу 1993 року президент обирається загальним таємним голосуванням строком на 5 років. Інавгурація президента кожного разу відбувається 28 липня. Цей день є національним святом та вихідним днем. З 7 грудня 2022 року посаду президента Перу займає Діна Болуарте, віцепрезидентка яка обійняла посаду після імпічменту Педра Кастільйо.

## Список президентів Перу
- Хосе де Сан-Мартін (1821—1822)
- Антоніо Хосе де Сукре (1825—1828)
- Симон Болівар (1824—1827)
- Августін Гамарра (1829—1833)
- Андрес де Санта-Крус (1836—1838)
- Августін Гамарра (1838—1840)
- Маріано Ігнасіо Прадо Очоа — 28 листопада 1865 — 5 січня 1868
- Мануель Коста Арсе — 28 листопада 1874 — 18 січня 1875
- Маріано Ігнасіо Прадо Очоа — 2 серпня 1876 — 18 грудня 1879 (вдруге)
- Ніколас де П'єрола — 23 грудня 1879 — 28 грудня 1881
- Лізардо Монтеро Флорес — 28 вересня 1881 — 28 жовтня 1883
- Андрес Авеліно Касерес — 16 липня 1884 — 3 серпня 1885
- Антоніо Аренас Меріно — 3 грудня 1885 — 3 червня 1886
- Андрес Авеліно Касерес — 3 червня 1886 — 10 серпня 1890 (вдруге)
- Реміхіо Моралес Бермудес (1890—1894)
- Хустініано Боргоньйо Кастаньєда — 1 квітня — 10 серпня 1894
- Андрес Авеліно Касерес (1894—1895, втретє)
- Ніколас де П'єрола (1895—1899) (вдруге)
- Едуардо Лопес де Романья (1899—1903)
- Мануель де Кандамо (1903—1904)
- Хосе Сімон Пардо-і-Баррера (1904—1908)
- Аугусто Легія-і-Сальседо (1908—1912)
- Гільєрме Біллінгьорат (1912—1914)
- Оскар Бенавідес (1914—1915)
- Хосе Сімон Пардо-і-Баррера (1915—1919, вдруге)
- Аугусто Легія-і-Сальседо (1919—1930, вдруге)
- Мануель Бруссет (1930)
- Луїс Санчес Серро (1930—1931)
- Давід Окамо (1931)
- Луїс Санчес Серро (1931—1933, вдруге)
- Оскар Бенавідес (1933—1939, вдруге)
- Мануель Прадо і Угартече (1939—1945)
- Хосе Луїс Пабло Бустаманте і Ріверо (1945—1948)
- Зенон Нор'єга Агуеро (1948)
- Мануель Одріа Аморетті (1948—1950)
- Зенон Нор'єга Агуеро (1950, вдруге)
- Мануель Одріа Аморетті (1950—1956, вдруге)
- Мануель Прадо і Угартече (1956—1962, вдруге)
- Рікардо Піо Перес Годой (1962—1963)
- Ніколас Ліндлі Лопес (1963) в.о.
- Фернандо Белаунде Террі (1963—1968)
- Хуан Веласко Альварадо (1968—1975)
- Франсіско Моралес Бермудес (1975—1980)
- Фернандо Белаунде Террі (1980—1985, вдруге)
- Алан Ґарсія (1985—1990)
- Альберто Фухіморі (1990—2000)
- Валентін Паніагуа (2000—2001) в. о.
- Алехандро Толедо (2001—2006)
- Алан Ґарсія (2006—2011, вдруге)
- Ольянта Умала (2011—2016)
- Педро Пабло Кучинський (2016—2018)
- Мартін Віскарра (2018—2020)
- Мануель Меріно (2020)
- Франсіско Сагасті (2020—2021)
- Педро Кастільйо (2021—2022)
- Діна Болуарте (з 7 грудня 2022[3])